# Martin Killias

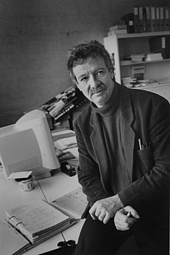
Martin Killias (Porträt von Erling Mandelmann, 2000)

Christoph Martin Killias (* 29. März 1948 in Zürich) ist ein Schweizer Strafrechtler.

## Leben und Wirken
An der Universität Zürich studierte Killias von 1967 bis 1972 Rechtswissenschaft und von 1974 bis 1978 Soziologie. 1978 promovierte er in Rechtswissenschaft, und 1980 absolvierte er das Anwaltsexamen. Nach kurzer Tätigkeit an der University at Albany wurde er 1982 an der Universität Lausanne (teilzeitlicher) ausserordentlicher Professor. 1987 wurde er dort ordentlicher Professor. 2006 berief ihn die Universität Zürich zum ordentlichen Professor für Straf-, Strafprozessrecht und Kriminologie am Rechtswissenschaftlichen Institut und Co-Direktor des Kriminologischen Instituts. 2013 wurde er emeritiert. Seither ist er ständiger Gastprofessor für Strafrecht, Strafprozessrecht und Kriminologie an der Universität St. Gallen (HSG).
Killias hat zahlreiche Gastprofessuren und Expertenmandate wahrgenommen. Von 1984 bis Ende 2008 war er nebenamtlicher Bundesrichter. 2000/2001 wirkte er als Gründungspräsident der European Society of Criminology.
Bei den Wahlen 2011 und 2015 kandidierte er auf der Liste der SP des Kantons Aargau erfolglos für den Nationalrat.
Seit 2017 Killias ist Präsident des Schweizer Heimatschutzes.
Killias ist verheiratet und hat drei Kinder.

## Auszeichnungen
- 2000: Fellow der Academy of Experimental Criminology der American Society of Criminology
- 2001: Sellin-Glueck Award der American Society of Criminology
- 2008: G.O.W. Mueller Award der Academy of Criminal Justice Sciences für herausragende Beiträge zur internationalen Strafjustiz
- 2013: European Criminology Award der European Society of Criminology
- 2013: Ehrendoktorat der Pantion-Universität Athen
- 2017: Beccaria-Medaille in Gold der Kriminologischen Gesellschaft